# ゆっくり急げ

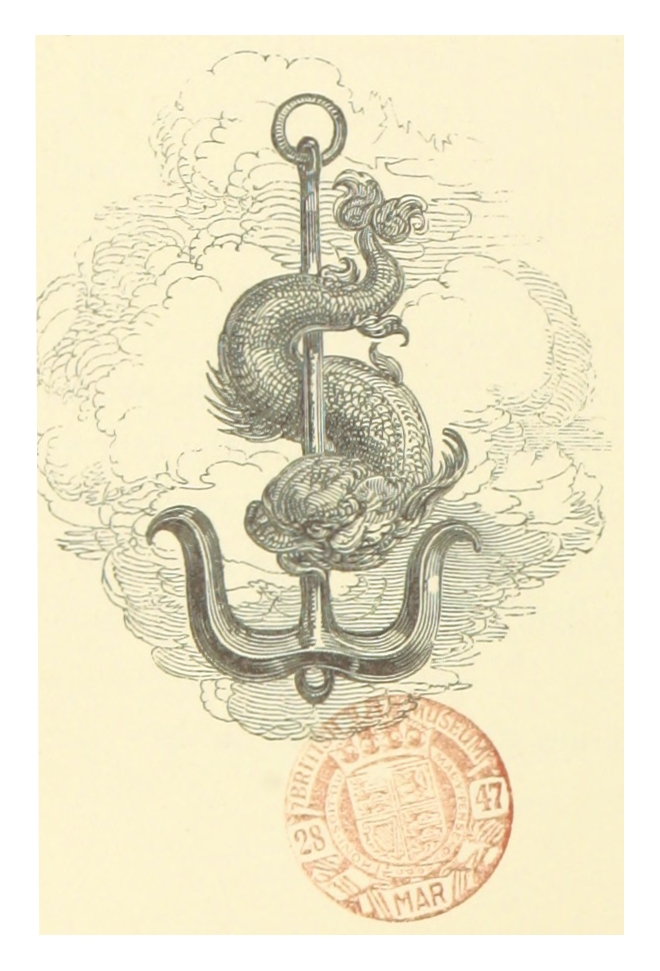
近世に図案化された「錨にからみつくイルカ」の例。「ゆっくり急げ」の図案化とする説がある。

「ゆっくり急げ」（ラテン語：Festina lente フェスティナ・レンテ）は、ヨーロッパで古くから用いられている格言。「良い結果により早く至るためにはゆっくり行くのが良い」、または「歩みが遅すぎても求める結果は得られない」を同時に意味する。
ギリシャ語でσπεύδε βραδέως（スペウデ・ブラデオース）の格言が古くから言い伝えられていたが、現在では、ラテン語に訳された Festīnā lentē（フェスティーナー・レンテー）の表現で一般に引用される。
英語にも "Make haste slowly." （ゆっくり急げ）の諺があり、しばしば「フェスティナ・レンテ」の訳として用いられる。

## 歴史
古くから多くの文人・著名人が座右の銘にしてきたと言われるが、アウグストゥスを除けば、明確な出典があるものはごくわずかである。
スエトニウスの『皇帝伝』によれば、アウグストゥスは軍事的な指導者が性急さを持つことを嫌い、次の3つの格言を愛好していた。すなわち「ゆっくり急げ」「大胆な指揮官よりは慎重な指揮官のほうがましだ」「立派にできたのであれば、それは十分早くできたことになる」で、最初の2つはギリシャ語、3つめはラテン語であった 。

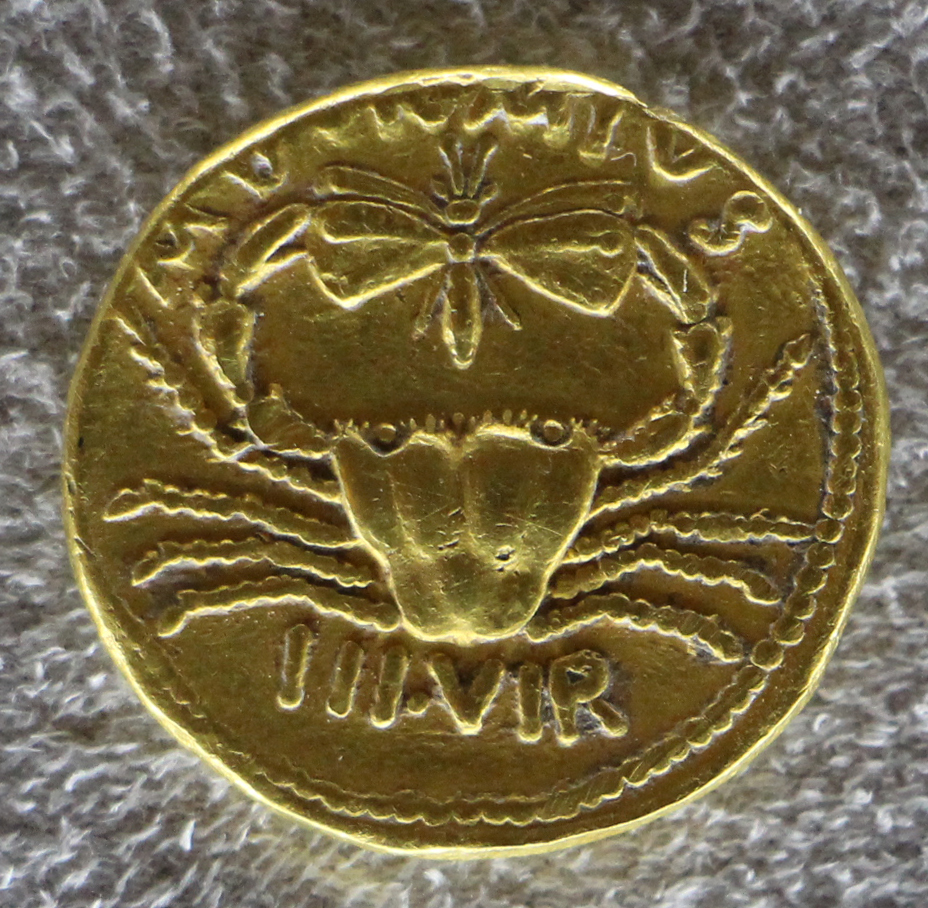
アウグストゥスの鋳造した金貨のひとつ。動きのはやい蝶と動きの遅い蟹の組み合わせが「ゆっくり急げ」の図案化だとする解釈がかつて示されていたが、現在では否定されている。

アウグストゥスが造らせた金貨のひとつに、裏面が蝶に捉まる蟹の図案になっているものがあり、これが「ゆっくり急げ」の格言を図案化したものだとする仮説がかつて示されたことがあるが 、現在では否定されている。
この他にもこの格言の図案化とされる図像は、「錨にからみつくイルカ」「蝸牛の殻にはいる野兎」「カメレオンと魚」「ダイヤの指輪と葉」、またコジモ1世の「背に帆を張った亀」など多数に上るが、ほとんどは他にも多くの解釈が提出されており、「ゆっくり急げ」の図案化と断定できるものはそれほど多くない。
この中で「錨にからみつくイルカ」は、ウェスパシアヌスの銀貨の裏面に使われて比較的有名になった図案である。のちに初期の出版者アルドゥス・マヌティウスが自身のプリンターズ・マークとして用いているが、やはりアルドゥスがこの格言の意匠と意識していたとは現在では考えられていない。
エラスムスは『格言集』の中でこの格言に言及し、これがアリストファネスやヒポクラテスの文献に見える言葉の変形ではないかと示唆している。
またシェイクスピアは自作のなかで何度か使用している。しかし『恋の骨折り損』のアーマードとモスが「蟹と蝶」であらわされる「ゆっくり急げ」の舞台上における表象だとする説など、シェイクスピアがこの格言に特別な意味をもたせたとする説は、現在では支持されていない。
17世紀にはニコラ・ボアロー＝デプレオーがその著書『詩法』のなかで詩人の心構えのひとつとして「慌てないこと」を挙げているが、これはこの格言とは別の系譜に属する表現である。そのほか、ラ・フォンテーヌやゲーテなど、かつてこの格言を引用したとされていた例のほとんどは、別の格言の省略だと考えられている。

## 関連文献
- 柳沼重剛編 『ギリシア・ローマ名言集』 岩波文庫、2003年
- 柳沼重剛 『語学者の散歩道』 岩波現代文庫、2008年